# Harpagoxenus sublaevis

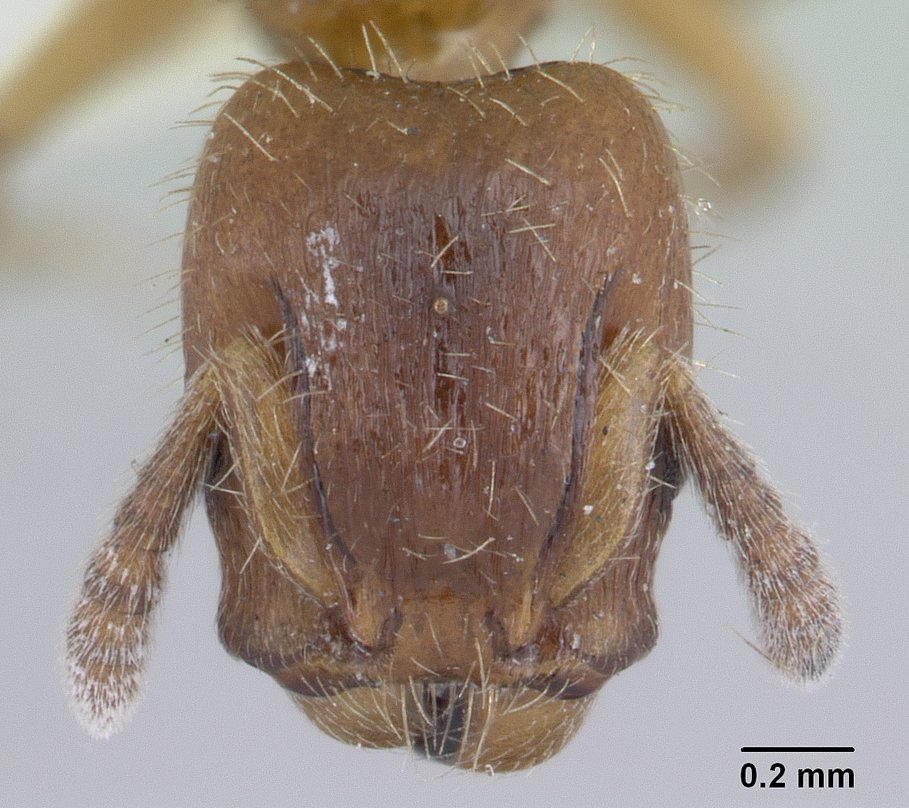
Голова сверху

Harpagoxenus sublaevis (лат.) — вид мелких муравьёв-рабовладельцев трибы Crematogastrini из подсемейства Myrmicinae. Включён в международный Красный список угрожаемых видов МСОП.

## Распространение
Встречаются в хвойных лесах северной части Палеарктики. Северная Европа (Скандинавия, спорадически в средней Европе), Прибалтика, закарпатская Украина, северная часть России (север европейской части, Сибирь, Дальний Восток), Китай.

## Описание
Мелкие желтовато-бурые муравьи (длина 3—5 мм). Усики рабочих 11-члениковые (у самцов из 12 сегментов), булава 4-члениковая. Мандибулы широкие, мощные, без зубцов на жевательном крае. Нижнечелюстные щупики 5-члениковые, нижнегубные щупики состоят из 3 сегментов. Голова большая, прямоугольная, с продольными ямками для вкладывания антенн. Проподеальные шипики на заднегруди развиты. Тело коренастое, слабо блестящее. Стебелёк между грудкой и брюшком состоит из двух члеников: петиолюса и постпетиолюса (последний чётко отделён от брюшка); оба членика с шипиками на нижней стороне. Жало развито, куколки голые (без кокона). Муравейники в земле и древесных остатках.
Самки, в большинстве случаев, бескрылые, эргатоморфные, сходные с рабочими.
Полиморфизм самок, наблюдающийся у Harpagoxenus sublaevis в виде двух их форм (эргатомоорфы и гиноморфы), контролируется единственным локусом с 2 аллелями, E и e. Только гомозиготные особи с набором ee могут стать гиноморфами (крылатыми самками), в то время как самки, развивающиеся с другими генотипами (EE или Ee), становятся бескрылыми эргатоморфами.
Хромосомный набор у самок и рабочих диплоидный 2n=40, у самцов гаплоидный n=20.

## Биология
Социальный паразит, облигатный рабовладелец, использующий в качестве рабов виды рода Leptothorax: Leptothorax acervorum и Leptothorax muscorum (и очень редко Leptothorax gredleri). Семьи малочисленные, моногинные, содержат только одну самку, всего несколько десятков рабочих (10—20) и 40—60 рабов. Сами рабовладельцы работать не могут, и все функции по обеспечению колонии (питание, кормление потомства, строительство) выполняют рабочие порабощённого вида.
Молодая самка рабовладельца летом покидает материнское гнездо, с помощью половых феромонов привлекает самцов. Затем, после спаривания, проникает в атакуемое гнездо Leptothorax, в котором убивает местную матку и всех взрослых рабочих и начинает яйцекладку и выращивание собственного потомства. Позднее, рождённые и выведенные ею солдаты рабовладельцев воруют куколки и личинок, находящихся на последней стадии развития, из соседних муравейников Leptothorax.
При мобилизации характерен способ перемещения рабочих тандемами.
Колонии H. sublaevis могут содержать один или сразу два вида рабов. В таких смешанных колониях наблюдаются агрессивные взаимоотношения между рабами разных видов. И тот вид рабов, который преобладает в гнезде, в итоге изгоняет другой вид рабов, находящихся в меньшинстве.
В результате исследований обнаружено, что два вида раба демонстрируют асимметричное поведение в принятии куколок друг друга. Рабочие L. muscorum принимают куколки L. acervorum как в не порабощённых колониях, так и в качестве рабов в гнездах H. sublaevis, тогда как L. acervorum никогда не принимал куколки L. muscorum. Происхождение и смысл этой поведенческой разницы неизвестны, однако может быть очень важен в отношении специфичности хозяина и взаимодействий рабов и их паразитов-рабовладельцев.
В колониях, включающих только один вид рабов, взрослые рабочие H. sublaevis каким-то образом приобретают или имитируют кутикулярные углеводородные профили их соответствующих рабов, L. acervorum или L. muscorum. Предположительно, рабовладельцы синтезируют только небольшие количества своих собственных кутикулярных углеводородов.
Рабы и рабовладельцы из колоний, которые содержали два вида рабов, имели гибридные профили углеводородов от обоих видов Leptothorax.
Муравьям H. sublaevis сложнее атаковать гнёзда рабов L. acervorum, если те происходят из «наивных» популяций (то есть не заражённых социальными паразитами), так как те оказывают сопротивление большее, чем муравьи из заражённых популяций, и убивают нападающих рабовладельцев. Кроме того, муравьям H. sublaevis сложнее атаковать моногинные колонии L. acervorum, чем полигинные (с несколькими самками рабов). При атаках на гнёзда L. muscorum такие различия отсутствуют.
Муравьи H. sublaevis обладают гипертрофированной дюфуровой железой, секрецию которой они используют во время своих рабовладельческих рейдов для повышения эффективности атак против местного населения муравьёв-рабов. Эти вещества также используются самкой рабовладельцев в качестве химического оружия для защиты от враждебных рабочих L. acervorum. Социальные паразиты не жалят рабочих вида-раба, но используют своё жало для нанесения секреции дюфуровой железы на кутикулу рабочих из гнезда, подвергшемуся нападению. Выделение этих секретов, названных «пропагандистскими веществами» («propaganda substances»), нарушает распознавание среди рабов-соплеменников по гнезду, которые начинают атаковать друг друга. Во время рейда члены колонии-хозяина будут убиты или изгнаны, а расплод (куколки и возрастные личинки) украден и перенесён в муравейник вида-рабовладельца.

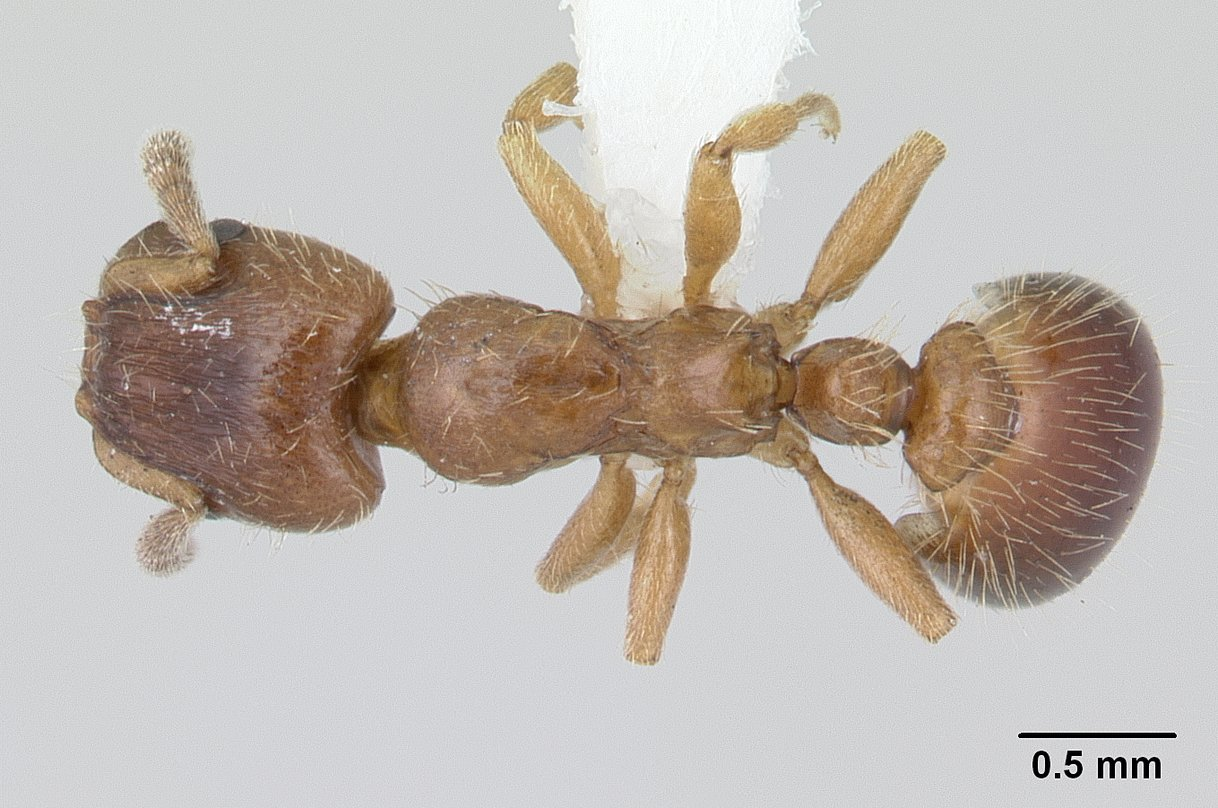
Рабочий сверху
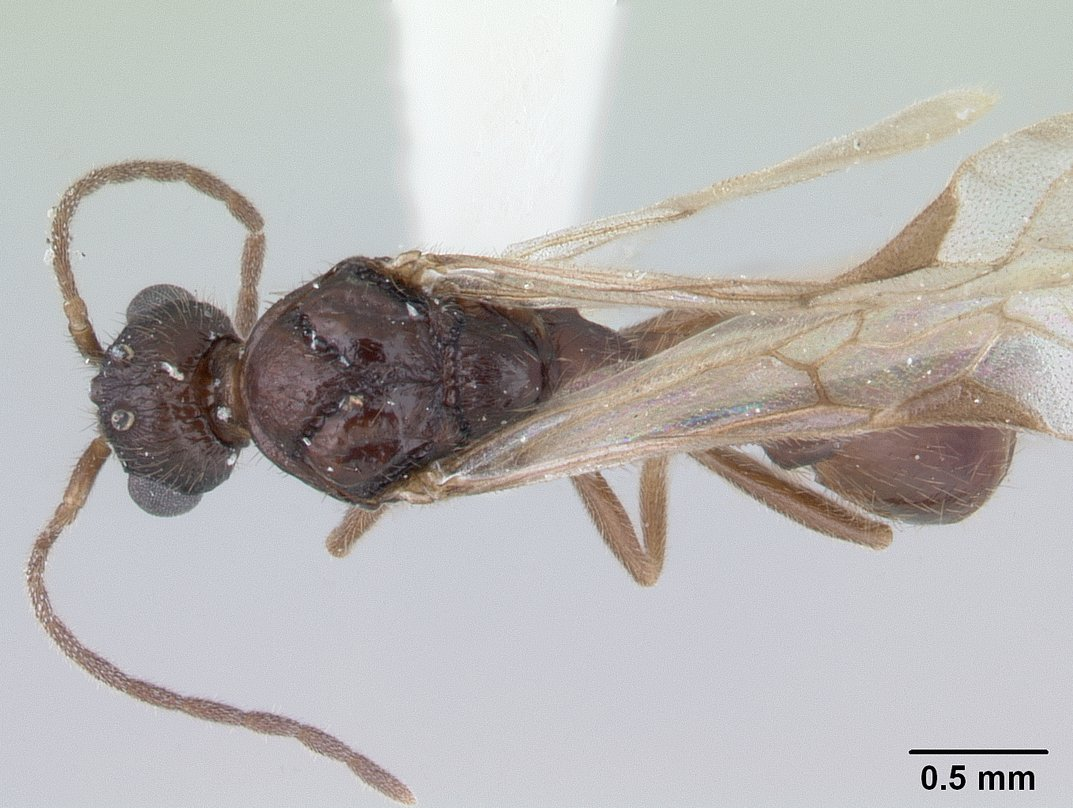
Крылатый самец сверху
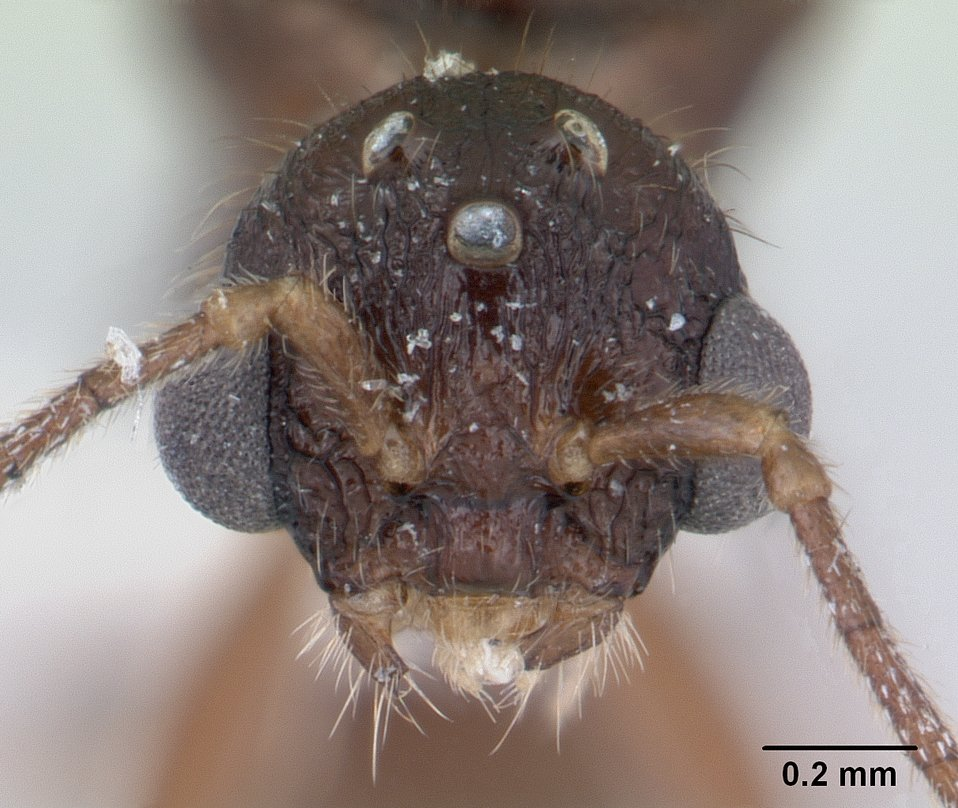
Голова самца
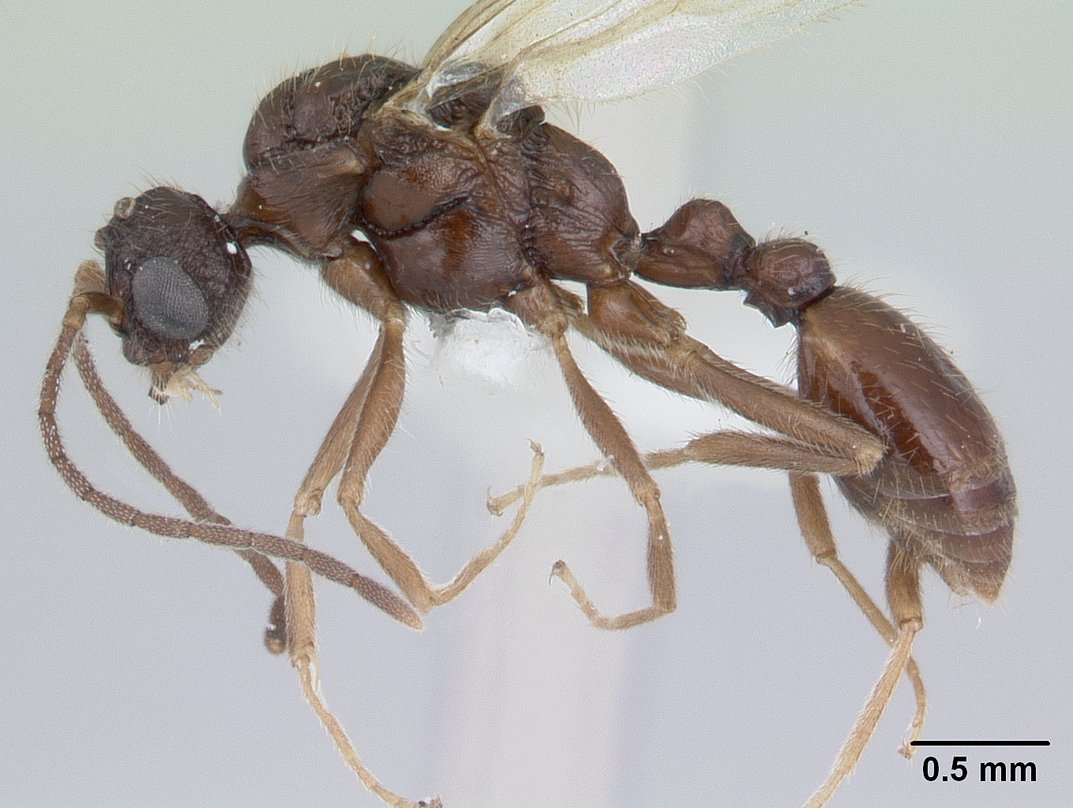
Самец в профиль
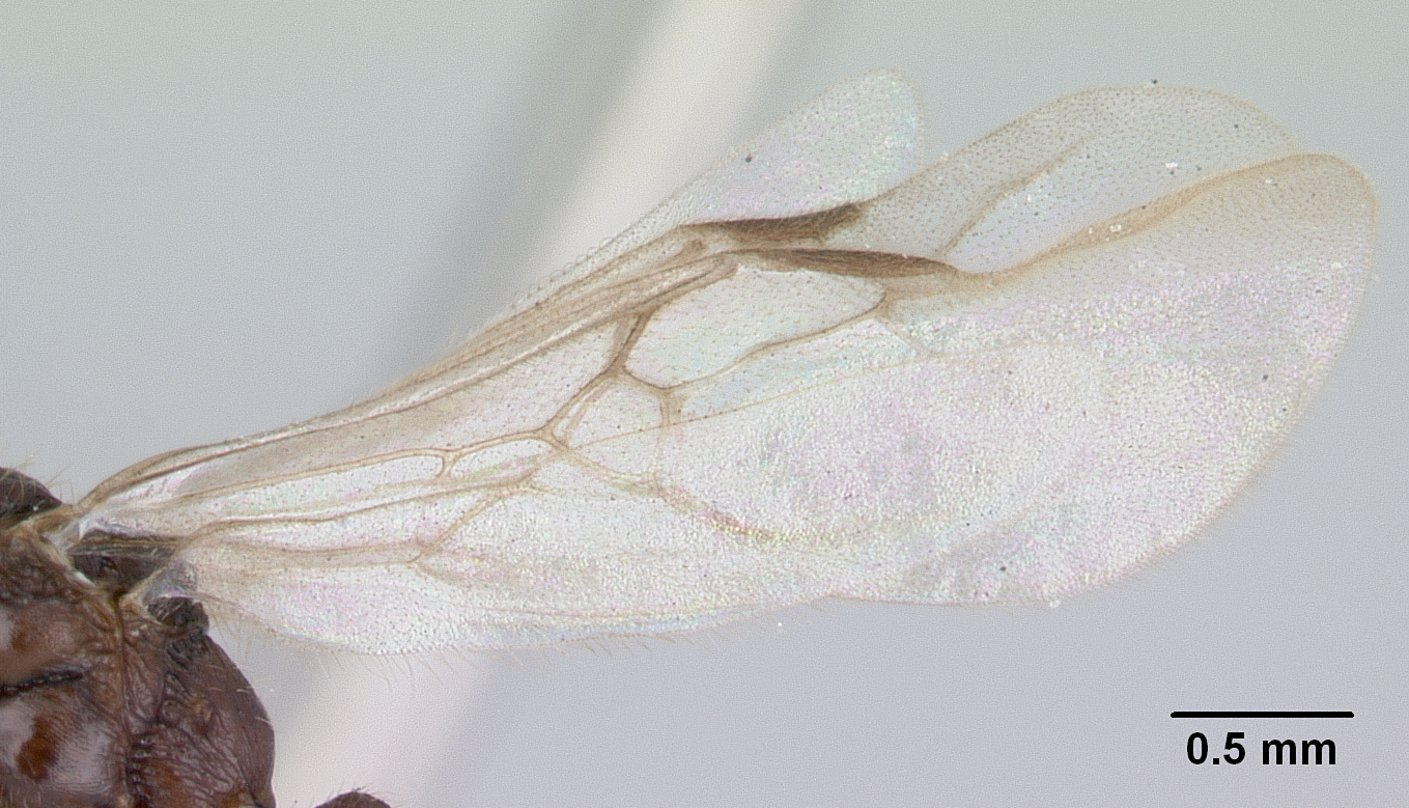
Крылья

## Классификация

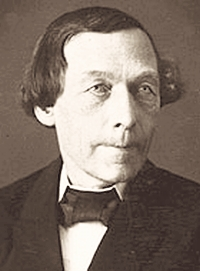
Профессор Вильям Нюландер (William Nylander, 1822—1899) в 1849 году впервые описал этот вид

Вид был впервые описан в 1849 году финским врачом и естествоиспытателем Вильямом Нюландером под двумя первоначальными названиями (Myrmica hirtula Nylander, 1849 и Myrmica sublaevis Nylander, 1849), оказавшимися синонимами. Описание было сделано по рабочим муравьям из Финляндии. В 1893 году швейцарский мирмеколог Огюст Форель выделил его в состав отдельного рода Harpagoxenus. Половые особи (самки и самцы) были описаны только спустя полвека, в 1896 году. Также именовался как Tomognathus sublaevis (Nylander).